# 坊主塚古墳
坊主塚古墳（ぼうずづかこふん）は、京都府亀岡市馬路町池尻にある古墳。形状は方墳。史跡指定はされていない。出土遺物は亀岡市指定有形文化財に指定されている。
本項目では坊主塚古墳の北西にある天神塚古墳についても解説する。

## 概要
京都府中部、亀岡盆地北部の呉弥山丘陵の縁部に築造された古墳である。1956年（昭和31年）および1998年度（平成10年度）以降に発掘調査が実施されている。
墳形は方形で、一辺約38メートル・高さ約5メートルを測る。墳丘は2段築成。墳丘外表では葺石のほか、円筒埴輪（シカの絵画埴輪を含む）・形象埴輪（馬形・鳥形・人物形・蓋形・盾形埴輪など）が認められる。墳丘南側には造出を伴い、造出からは埴輪が集中して出土している。墳丘周囲には周濠が巡らされるほか、その外側に外堤・外周溝が巡らされ、これらを含めた古墳全域は一辺約68メートルの規模になる。埋葬施設は墳頂下における組合式木棺の直葬。木棺（北頭位か）は長さ4.2メートル・幅50センチメートルを測り、棺の内面には朱を塗る。副葬品として棺内から矛が、棺外から銅鏡や当時最新式の甲冑一式・武器などが出土している。
築造時期は、古墳時代中期の5世紀後半頃と推定される。武器・武具の保有でよく知られる古墳であり、被葬者には畿内ヤマト王権における武人的性格が指摘される。また亀岡盆地における有力首長墓であるが、前代の首長墓と連続しない点、方墳が盟主的位置を占める亀岡盆地の典型例である点でも注目される古墳である。
出土遺物は1986年（昭和61年）に亀岡市指定有形文化財に指定されている。なお付近には天神塚古墳のほか、古墳時代中期-後期の池尻古墳群、白鳳期寺院の池尻廃寺跡が残り、当地の勢力の台頭・変遷が示唆される。

## 遺跡歴
- 1956年（昭和31年）、市史編纂事業に伴う発掘調査：第1次調査。副葬品の出土[1][3]。
- 1986年（昭和61年）3月31日、出土遺物が亀岡市指定有形文化財に指定[4]。
- 1998年度（平成10年度）、国営農地再編整備事業に伴う発掘調査：第2次調査（亀岡市教育委員会、1999年に報告）[6]。
- 1999年度（平成11年度）、国営農地再編整備事業に伴う発掘調査：第3次調査（亀岡市教育委員会、2000年に報告）[2]。
- 2003年度（平成15年度）、国営農地再編整備事業に伴う発掘調査：第4次調査（亀岡市教育委員会、2005年に報告）[7]。

## 出土品

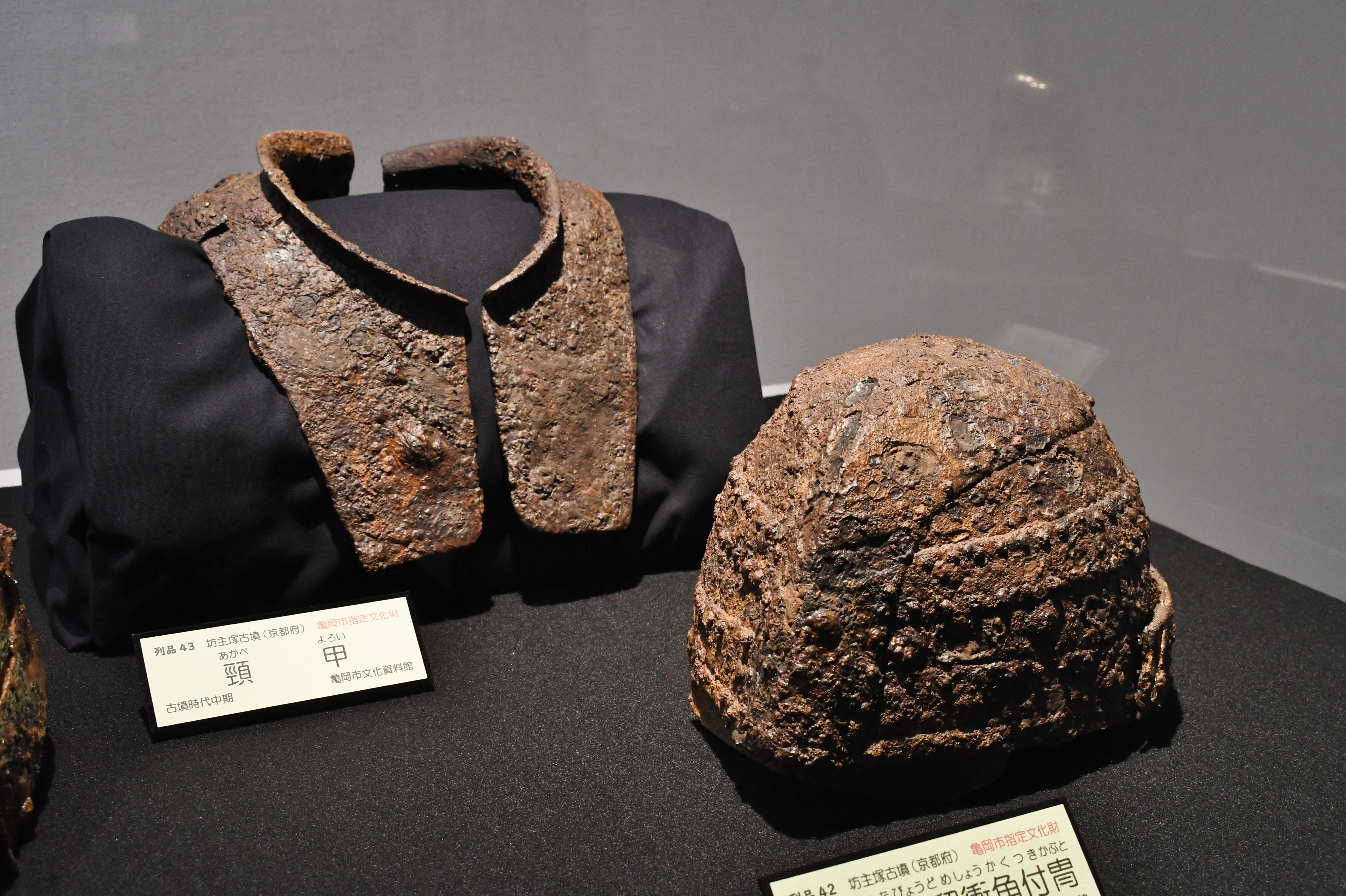
衝角付冑・頸甲（亀岡市指定文化財）

発掘調査で出土した副葬品は次の通り。 
- 仿製神獣鏡 1 - 直径14.2センチメートル。
- 三角板鋲留短甲 1

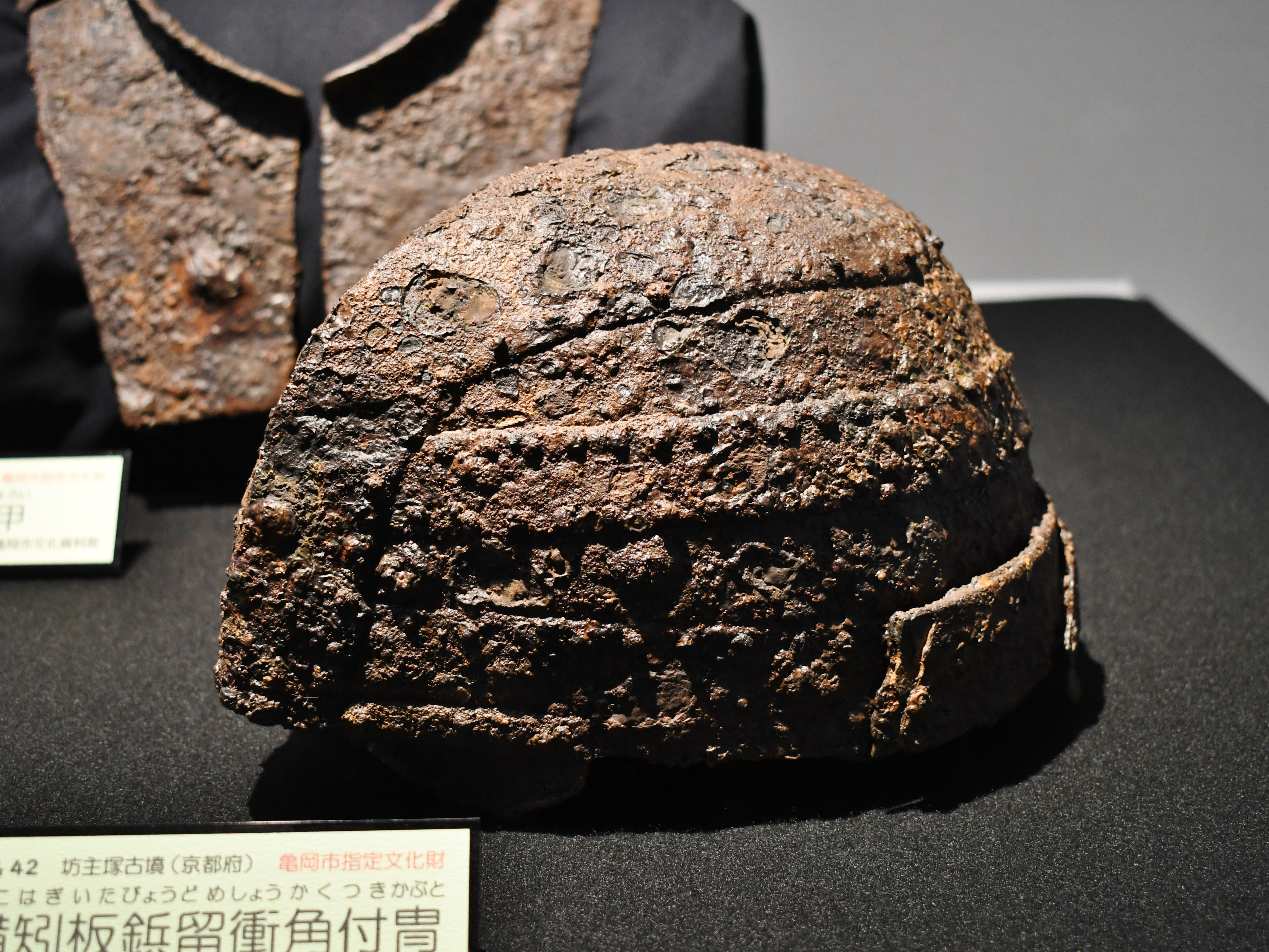
横矧板鋲留衝角付冑 1
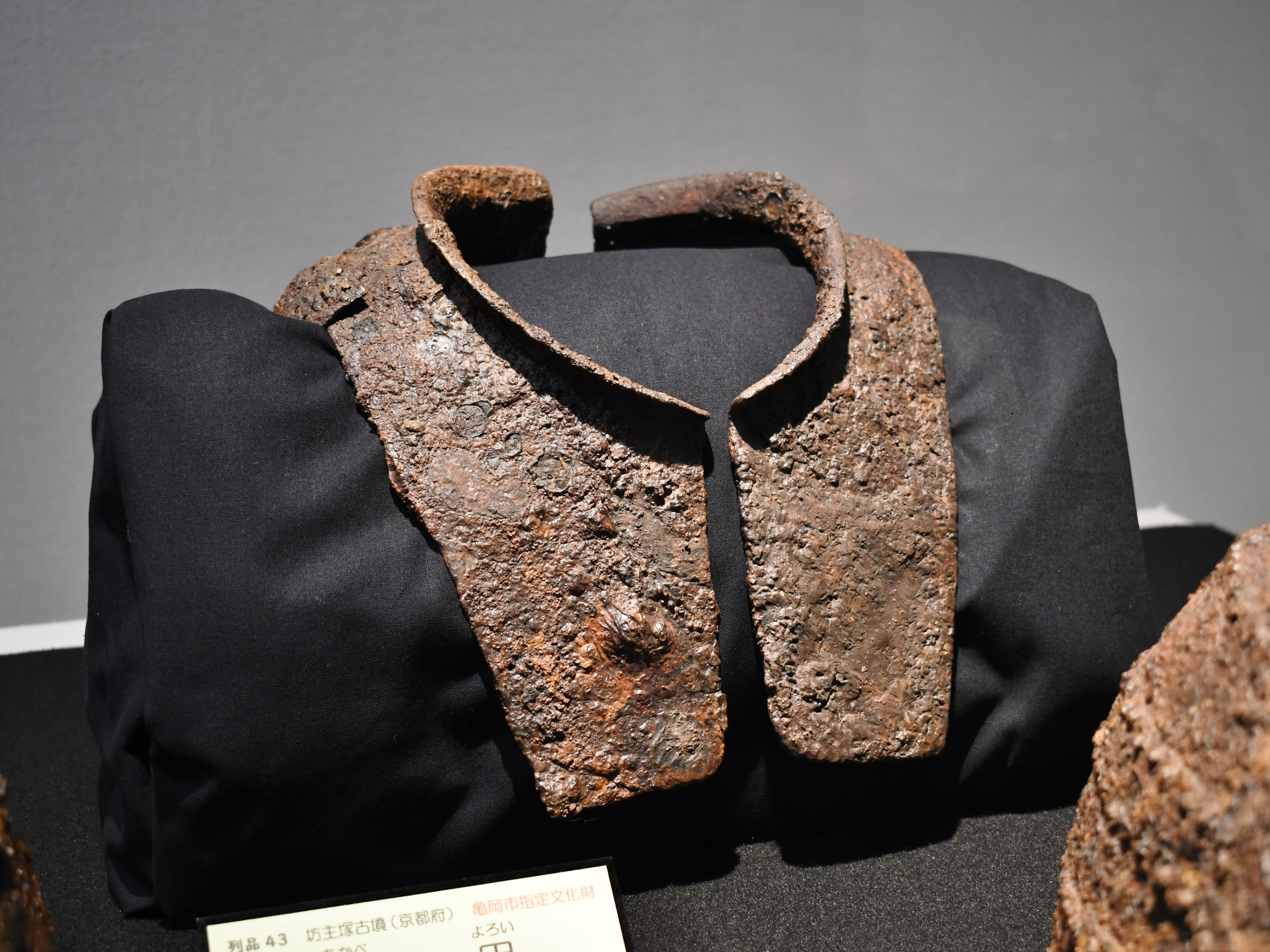
頸甲

- 付属具 1 - 挂甲・肩甲・籠手・草摺。
- 鉄刀 4
- 鉄矛 1
- 鉄剣 2
- 鉄鏃 16点以上

- 横矧板鋲留衝角付冑
- 頸甲

## 天神塚古墳
天神塚古墳（てんじんづかこふん）は、亀岡市旭町杉にある古墳。坊主塚古墳の北西約100メートルに位置する。2003年度（平成15年度）に第1次発掘調査が実施されている。
墳形は方形で、一辺約30メートル・高さ約5.5メートルを測り（復元規模は一辺40メートル程度）、坊主塚古墳とはほぼ同形同大である。墳丘は2段築成で、墳丘外表には葺石の存在が推測される。埴輪の存在は明らかでない。墳丘周囲には周濠が巡らされた可能性が高いとされる。埋葬施設は明らかでない。
築造時期は、坊主塚古墳と同様の古墳時代中期の5世紀後半頃と推定される。亀岡盆地では方墳2基が並立する例が他にもあり、盆地内の地域的特性として注目される。

## 文化財

### 亀岡市指定文化財
- 有形文化財
  - 坊主塚古墳出土遺物一括（考古資料） - 所有者は亀岡市。亀岡市文化資料館保管。1986年（昭和61年）3月31日指定[4]。

## 関連施設
- 亀岡市文化資料館（亀岡市古世町中内坪） - 坊主塚古墳の出土品を保管・展示。